# Príncipe Alberto (piercing genital)

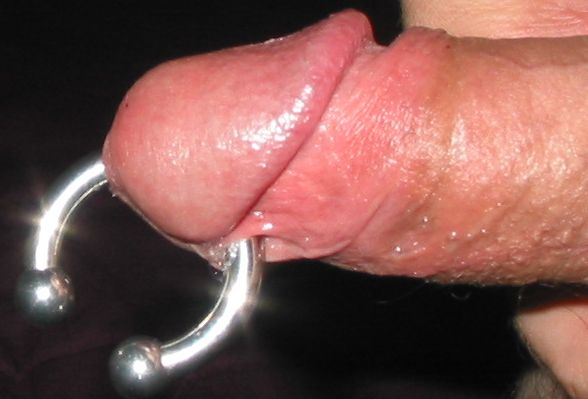
Piercing Príncipe Alberto

El piercing Príncipe Alberto es uno de los piercing más comunes en genitales masculinos. Éste es un piercing tipo anillo que se extiende a través de la parte inferior del glande desde la abertura uretral hasta donde el glande se encuentra con el tallo del pene. El relacionado "piercing Príncipe Alberto reverso" entra a través de la uretra y sale por un hoyo perforado en la parte superior del glande.
Mientras algunos piercings son elegidos para evitar el nervio que corre a lo largo del centro del frenillo, otros no. El piercing puede ser centrado si el portador es circunciso. De otra manera, el piercing puede ser hecho descentrado porque el prepucio necesita ser capaz de reposicionarse por sí mismo de forma dinámica.

## Curación y potenciales efectos secundarios
El tiempo de curación para este piercing puede tomar desde 2 semanas hasta 6 meses. Un piercing Príncipe Alberto nuevo puede causar sangrado, hinchazón e inflamación. En extraños casos, este puede producir infecciones locales. Algunos hombres encuentran que el goteo causado por el piercing al momento de orinar, hace necesario sentarse. Con práctica, algunos hombres son capaces de controlar el flujo mientras están de pie.
Algunos portadores del piercing dicen que este incrementa el placer en el coito. Por otro lado algunas personas penetradas por hombres con este piercing relatan incomodidades. El anillo del piercing puede causar adicional incomodidad para mujeres cuando el pene tiene contacto con el cérvix. Compañeros sexuales de hombres con este piercing pueden presentar complicaciones tales como: fractura de dientes, asfixia, cuerpos extraños que se incrustan en los dientes y daño a la mucosa de la persona receptora. 
Como con muchos pírsines, hay un pequeño riesgo de que la joyería se enrede en la ropa y se caiga o arranque, pero esto es sólo una preocupación para anillos de pequeño calibre (menos que aprox. 8ga). Joyería muy grande o muy pesada puede causar adelgazamiento del tejido entre la abertura uretral y la fístula curada que resulta en una meatotomía accidental. Por el contrario, joyas muy finas pueden causar el mismo desgarro ya sea durante la torsión súbita o durante un largo periodo de desgaste, especialmente si la joyería fina no tiene ningún peso. En algunos casos esto se puede corregir con cirugía.

## Joyería

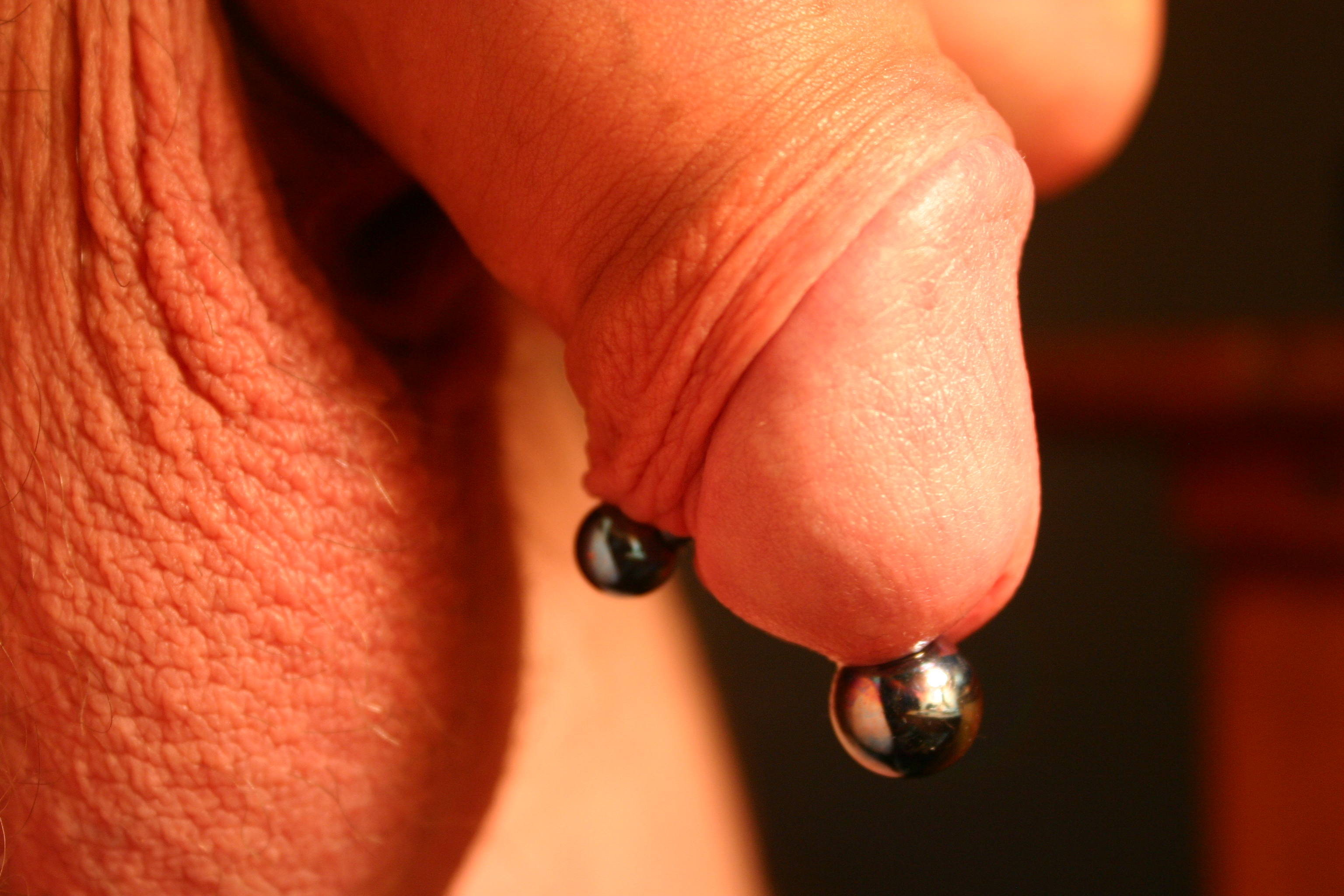
Piercing Príncipe Alberto

Los pírsines Príncipe Alberto son típicamente perforados con calibres 10 u 8. Estos a menudo son (gradualmente) expandidos a 8g, 6g o 4g, poco después. Prevenir el movimiento del piercing puede ser una de las razones para no ejecutarlo a una medida inicial de con pequeños diámetros (16g, 14g o 12g) y/o para rápidamente empezar el proceso de extensión por lo menos 8g o 6g, también es una preferencia personal y la anatomía individual las que juegan un papel importante en esta decisión. 
Adicional expansión a medidas superiores de 10 mm son imposibles. Si una barra o anillo son lo suficientemente pesados y son usados continuamente, una leve forma de "autoexpansión" puede ser observada. Esto significa que la joyería de inserción de un tamaño más grande que la previa es más fácil y menos doloroso que con la mayoría de pírsines en otros lugares.
Mientras la mayoría de los portadores encuentran que el piercing es cómodo para usar y raramente lo quitan, incluso durante el sexo, algunos individuos podrían encontrar que la joyería extremadamente larga o pesada es incómoda para portar por periodos muy largos o esta podría intervenir con el funcionamiento sexual del pene. 
Adecuada joyería para pírsines príncipe Alberto incluyen la barra circular, barra curva, la perla cautiva, el anillo y el segmento de barra. Barras curvas para el piercing son usualmente de 7/8" de longitud, de tal manera que una bola se encuentra en la parte inferior del pene y la otra en la abertura de la uretra. Este tipo de joyería previene incomodidades que pueden ser producidas por el movimiento de grandes joyas en el uso diario.

### Barra

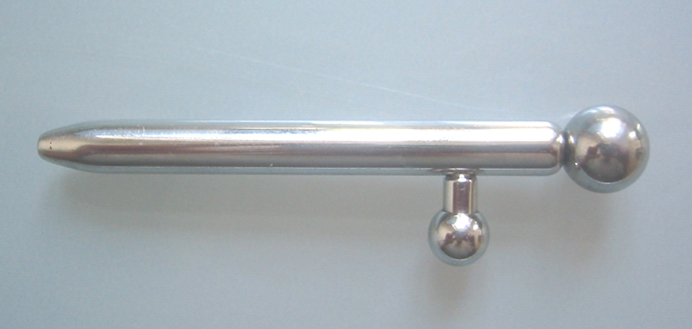
Piercing de barra

La barra consiste de un tubo hueco con un tapón de rosca en el extremo. El tubo es insertado en la uretra, y un palillo es insertado a través del piercing y en otro orificio en la pared del tubo la forma es similar al bolillo de un policía. El palillo principal sostiene un tubo. La tapa de rosca, a menudo solo una perla, puede ser removida para que el portador pueda orinar a través del tubo sin tener que remover la joya.

## Historia y cultura
El origen de este piercing es desconocido. Muchas teorías sugieren que el piercing era usado para proteger el pene de alguna manera, en lugar de tener un propósito sexual o cultural.
En los tiempos modernos, el piercing fue popularizado por Jim Ward en los años 1970 en el oeste de Hollywood. Ward conoció a Doug Malloy y Fakir Musafar. Juntos, estos hombres desarrollaron el piercing. Malloy publicó un folleto en el que inventó historias fantásticas de los pírsines genitales en particular. Estos cuentos - que incluían la idea de que el Príncipe Alberto inventó el piercing que comparte su nombre para controlar la apariencia de su largo pene en sus pantalones ajustados- circularon ampliamente como leyenda urbana. No hay la menor prueba histórica de su veracidad. Al igual que muchos otros pírsines en genitales masculinos, este tiene una práctica histórica en la cultura gay del siglo XX y solo llegó a ser conocido fuera de esa cultura al mismo tiempo que los pírsines comenzaron a surgir en la cultura popular al final de los 70.